# Goniothalamus rhynchantherus
Goniothalamus rhynchantherus este o specie de plante din genul Goniothalamus, familia Annonaceae, descrisă de Stephen Troyte Dunn. A fost clasificată de IUCN ca specie în pericol. Conform Catalogue of Life specia Goniothalamus rhynchantherus nu are subspecii cunoscute.